# Aralska pustinja
Aralska pustinja je pustinja koja je nastala pozemljenjem (punjenje unutarnjih voda organskim materijalom) Aralskog jezera, odnosno prostire se gdje je nekad bilo njegovo dno. Graniči se pustinjama Kizilkumom i Karakumom. Nalazi se južno i istočno od ostataka Aralskog jezera. Prostire se u Uzbekistanu i Kazahstanu. Novonastalo Sjeverno Aralsko jezero raste zbog nasipa, a Južno Aralsko jezero nastavlja opadati čime se pustinja dodatno širi, sve do 2010., kad je djelimice ponovno napljavljeno. Nakon toga voda je nastavila opadati, ovog puta još ozbiljnije.
Pojavila se 1960-ih. Još nudi životni prostor biljkama i životinjama, no rastućim povlačenjem obalne zone i pripadajuće vode vegetacija se povlači nazad i prepušta područje suhom pustinjskom području. To područje je mjestom nastajanja slanih i pješčanih oluja. Ovo loše utječe na floru i faunu šireg okružja kao i na ljudsko zdravlje.
Do danas je bilo samo malo istraživačkih prinosa o Aralskoj pustinji, posebice kao životnom prostoru, budući je ovo relativno nova prostorna jedinica. Razmatra se mnogo radova na temu Aralskog jezera s pozemljenim područjem.

## Slike
- Pozemljena područja Aralskog jezera
- Suho dno Aralskog jezera

## Vanjske poveznice
- | Logotip Zajedničkog poslužitelja | Zajednički poslužitelj ima još gradiva o temi Aralska pustinja |
- Siegmar-W. Breckle: Combating desertification and rehabilitation of the salt deserts in the region at the Aral Sea, arhivirano 5. ožujka 2010. na Internet Arhivu (eng.)
- Walter Wucherer: Primary succession on the dry sea floor of the Aral Sea, arhivirano 25. veljače 2009. na Internet Arhivu (eng.)